# Чаплинка (Звенигородський район)
Чапли́нка — село в Україні, в Лисянській селищній громаді Звенигородського району Черкаської області. У селі мешкає 614 людей. Розташоване на лівій стороні р. Гнилий Тікич.

## Стислі відомості
На території села виявлено залишки поселень трипільської та черняховської культур, а також городище — так звані Бурти. Унаслідок людської діяльності його площа скоротилася за 40 років у 10 разів — якщо 1960-го площа городиша становила 10 га, то зараз лише 1 га. Ця пам'ятка внесена на археологічні карти, що знаходяться у археологічному відділі Національного музею історії України. Є припущення, що дане городище виникло у сарматську добу. Використовувалося козаками під проводом Хмельницького як військове укріплення.
Також біля села є курган, що в народі прозваний «Поле біля могилки». Біля нього знайдено полив'яну кераміку. За переказами, біля кургану була садиба пана Чаплинського.
За переказами старожилів поселення отримало назву від імені землевласника Чаплинського, який проживав у цій місцевості. Певний час у селі існував замок.
В історичних, церковних та статистичних замітках, можна знайти обмежену кількість інформації про село в період середини ХІХ століття. В «Сказание о населенних местностях Киевской  губернии», які зібрав  Л.Похилевич у 1864 році, були такі записи: «Чаплинка, село на левой  стороне Гнилого Тикича, в 3-х верстах  ниже села Кучковки от м.Боярки Звенигородського уезда отделяется только Тикичем. Жителів обоего пола: православних – 805, римських католиков – 12. Церков Успенская, деревяная, 5-го класса, земли имеет 37 десятин. Неизвестно в каком году построєна. К ней приписана деревня Поповка, в 3-х верствах отстоящая. Она лежит на правой стороне Тикича, имеет на полях несколько могил, називаемих Палевими, потому, как полагают, что близ них стоял станом Палий в один из своих походов. Жителей обоего пола 448. Прежде к Чаплинскому приходу причислялась и деревня Кучковка.»
У часи голодомору 1932—1933 у селі померло 55 осіб. За роки радянської влади 7 мешканців села зазнали політичних переслідувань.
Нині село розбудовується швидкими темпами. Йде поліпшення соціально-побутових умов мешканців населеного пункту: станом на початок 2002 року, збудовано і відремонтовано понад 30 км доріг. Також, збудовано дорогу з твердим покриттям між селами Шушківка, Косяківка і Чаплинка. Значною мірою цьому сприяє виходець з Лисянщини М. О. Супрун.[джерело?]

## Охорона природи
Поряд із селом розміщене заповідне урочище «Бурти» (площа 1,9 га, створене рішенням Черкаської обласної ради від 23.12.1998 р. № 5-3).

## Населення
Згідно з переписом УРСР 1989 року чисельність наявного населення села становила 756 осіб, з яких 318 чоловіків та 438 жінок.
За переписом населення України 2001 року в селі мешкали 664 особи.

### Мова
Розподіл населення за рідною мовою за даними перепису 2001 року:
| Мова       | Відсоток |
| ---------- | -------- |
| українська | 97,47 %  |
| російська  | 2,38 %   |
| вірменська | 0,15 %   |